# Niusakrivier
Niusakrivier (Zweeds: Niusakjåkka of Nivssakjohka) is een rivier die stroomt in de Zweedse  gemeente Kiruna. De rivier ontvangt haar water op het bergplateau waar zich ook de Kaisepakte bevindt. Ze stroomt naar het noordoosten en stroom bij de Niusakbaai het Torneträsk in. Ze is circa 9,8 km lang.
De rivier wordt ook weleens aangeduid met Nuosakrivier.
Afwatering: Niusakrivier → Torneträsk → Torne → Botnische Golf